# Comunità Valsugana e Tesino

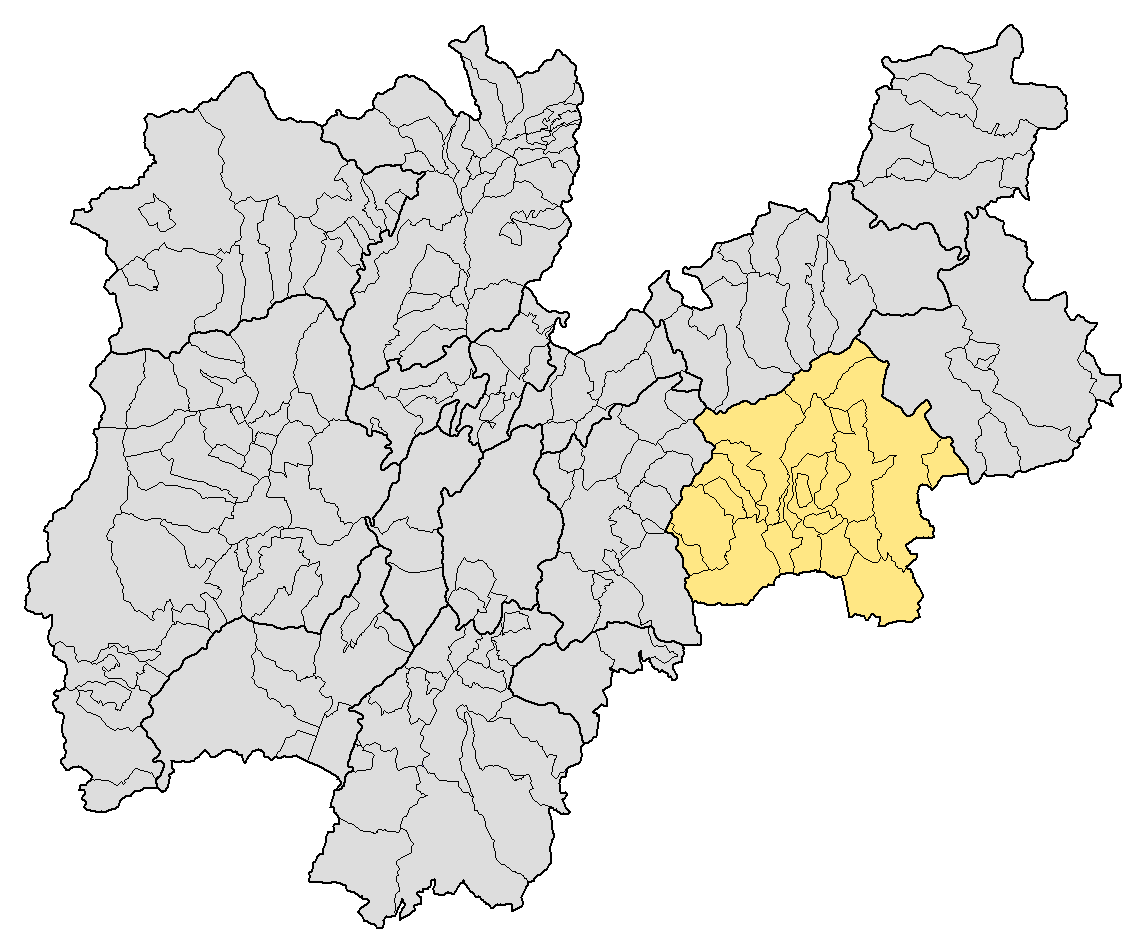
Lage der Comunità Valsugana e Tesino in der Autonomen Provinz Trient

Die Comunità Valsugana e Tesino (italienisch für Gemeinschaft Valsugana und Tesino) ist eine Talgemeinschaft der Autonomen Provinz Trient. Der Gemeindeverband hat seinen Verwaltungssitz in der Gemeinde Borgo Valsugana.

## Lage
Die östlich von Trient gelegene Talgemeinschaft Valsugana und Tesino umfasst die in der mittleren und unteren Valsugana liegenden Gemeinden sowie je der nordöstlich angrenzenden Hochebene von Tesino. Sie grenzt im Süden an die Provinz Vicenza und im Osten an die Provinz Belluno, beide zur Region Venetien gehörend. Im Süden bildet der Rand der Hochebene der Sieben Gemeinden mit dem Monte Ortigara und seinen Ausläufern die Grenze, während im Südosten mit der Hochebene von Marcesina die Grenze zu Venetien sogar für ein kurzes Stück auf der Hochebene der Sieben Gemeinden verläuft. Im Osten führt die Grenze entlang der Hochebene von Tesino nach Norden und setzt sich dann entlang des Massivs der Cima d’Asta an der orographisch rechten Seite des Vanoi in Richtung Nordwesten bis zum Monte Cauriol am Hauptkamm des Lagorai fort, der zugleich der nördlichste Punkt der Talgemeinschaft ist. Hier grenzt die Talgemeinschaft an jene des Primör und des Fleimstals. Vom Monte Cauriol verläuft die Grenze fast immer entlang des Lagoraikamms Richtung Westen bis zum Rand des Fersentals, um dann in südlicher Richtung am östlichen Rand des Fersentals bis zur Cima Panarotta oberhalb von Levico Terme zu verlaufen. Von hier aus führt sie wieder in die Valsugana hinunter und kreuzt letztere westlich von Novaledo. Die Cima d’Asta ist mit 2847 m s.l.m. der höchste Punkt der Talgemeinschaft, während der niedrigste südöstlich von Grigno am Lauf der Brenta an der Grenze zur Region Venetien mit etwa 220 m s.l.m. liegt. Die Talgemeinschaft hat eine Gesamtfläche von 577,99 km².

## Gemeinden der Comunità Valsugana e Tesino
Zur Talgemeinschaft Valsugana und Tesino gehören folgende 18 Gemeinden:
| Wappen | Gemeinde         | Bevölkerung | Höhe  | Fläche | Lage |
| ------ | ---------------- | ----------- | ----- | ------ | ---- |
|        | Bieno            | 462         | 851 m | 11,71  | ⊙    |
|        | Borgo Valsugana  | 7.067       | 386 m | 52,37  | ⊙    |
|        | Carzano          | 511         | 433 m | 1,82   | ⊙    |
|        | Castel Ivano     | 3.277       | 506 m | 34,83  | ⊙    |
|        | Castello Tesino  | 1.156       | 905 m | 112,84 | ⊙    |
|        | Castelnuovo      | 1.081       | 348 m | 13,45  | ⊙    |
|        | Cinte Tesino     | 485         | 851 m | 30,3   | ⊙    |
|        | Grigno           | 2.023       | 263 m | 46,41  | ⊙    |
|        | Novaledo         | 1.162       | 475 m | 7,97   | ⊙    |
|        | Ospedaletto      | 810         | 360 m | 16,79  | ⊙    |
|        | Pieve Tesino     | 653         | 843 m | 69,23  | ⊙    |
|        | Roncegno Terme   | 2.944       | 535 m | 38,08  | ⊙    |
|        | Ronchi Valsugana | 451         | 776 m | 10     | ⊙    |
|        | Samone           | 543         | 700 m | 4,9    | ⊙    |
|        | Scurelle         | 1.361       | 375 m | 29,87  | ⊙    |
|        | Telve            | 1.912       | 548 m | 64,85  | ⊙    |
|        | Telve di Sopra   | 620         | 650 m | 17,72  | ⊙    |
|        | Torcegno         | 692         | 769 m | 15,19  | ⊙    |

Bevölkerung (Stand 31. Dezember 2023)
Fläche in km²

## Schutzgebiete
Auf dem Gebiet der Talgemeinschaft Valsugana e Tesino befinden sich 19 Natura 2000 Schutzgebiete sowie 19 kommunale Biotope.